# Barclay Allen
Barclay Allen (27 september 1918 - Del Mar, 7 december 1966) was een Amerikaanse pianist en bandleider. Hij werkte kort bij bandleider Freddy Martin en vormde daarna zijn eigen groep. In 1949 kwam zijn carrière na een auto-ongeluk ten einde doordat hij verlamd raakte. Zijn bekendste song was 'Cumana'.
- Biblioteca Nacional de España: XX1087287
- Bibliothèque nationale de France: cb16307930m (data)
- International Standard Name Identifier: 0000 0001 1030 4946
- Library of Congress Control Number: no98057181
- MusicBrainz: 126edc10-511d-431d-aecf-47b6baedcb66
- Nationale Bibliotheek van Tsjechië: mzk2010597320
- Virtual International Authority File: 86736897
- WorldCat: E39PBJghqWRXCrDcdmXvb7gMyd